# Yahya al-Muzáffar

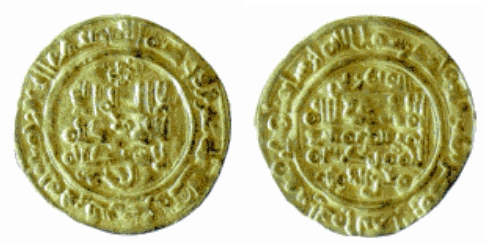
Dinar de oro acuñado en 1029 por Yahya al-Muzáffar como rey taifa de Zaragoza.

Yaḥyà ibn al-Munḏir al-Tuğībī al-Muẓaffar. Rey de la taifa de Zaragoza de 1021/1023 a 1036.
Aunque inicialmente se tituló ḥağib —el mismo título que usó Almanzor con el significado literal de chambelán, intendente o camarero— del califa ḥammūdi de Córdoba Al-Qāsim, que entonces se encontraba detenido por su sobrino Yahya al-Muhtal, era habitual en los reyes taifas ampararse en la autoridad ficticia de un califa y actuar en todo como un rey independiente. Así acuñó moneda propia, adoptó posteriormente el título de al-Muzáffar y se condujo en su reinado en forma similar a lo que lo hacían los reinos cristianos fronterizos.
Continuó la política de su padre, Múndir I, de consolidación del reino de Zaragoza y de protección de las artes y las letras. Procuró tener buenas relaciones con la poderosa taifa de Toledo, y a este fin casó con la hermana de Ismaíl al-Záfir, de cuyo enlace nació su heredero Múndir II. También supo garantizarse la fidelidad de Sulaymán ibn Hud, que por entonces era cadí o gobernante de los distritos de Tudela y Lérida, y que en 1039 se convertiría en el primer rey de la dinastía hudí de la taifa de Zaragoza.
Yahya tuvo que guerrear contra Sancho el Mayor, rey de Pamplona, y contra sus hijos García de Pamplona y Ramiro I de Aragón. Emprendió asimismo campañas o razias Ebro arriba, como la que le llevó a asolar Nájera obteniendo cautivos y un considerable botín.

## La reforma de la mezquita aljama de Saraqusta de 1023
La antigua mezquita de mediados del siglo IX tenía tras la reforma de Musa ibn Musa 56 x 44 metros, cerca de 2500 m² de superficie. En 1023, por mandato del padre de Yahya Múndir I, comenzó la ampliación de la mezquita aljama hasta alcanzar unas dimensiones de 86 x 54 metros mediante el alargamiento hacia el este de casi el doble de la longitud inicial, lo que la convirtió en una de las mayores de al-Ándalus al llegar a casi 5000 m².
Para ello hubo de trasladarse el bloque de una pieza de alabastro o mármol blanco que conformaba el mihrab excavando sus cimientos desplazándolo sobre rodillos, complicada operación que causó grietas en el bloque.
También se erigió un gran alminar que, transformado en torre-campanario mudéjar, perduró hasta el siglo XVII, cuando fue derribado y sustituido por la actual torre barroca. Durante la restauración, que terminó en 1999, se han descubierto numerosos vestigios, como la planta del antiguo edificio y la impronta del alminar en los muros externos, lo que ha permitido reconstruir su aspecto original.
- Véase también: La Seo de Zaragoza: La mezquita.

| Predecesor: Múndir I | Yahya al-Muzáffar Rey taifa de Zaragoza 1021/1023-1036 | Sucesor: Múndir II |